# Impossible (Nothing but Thieves)
Impossible is een nummer van de Britse rockband Nothing but Thieves uit 2020. Het is de vierde single van hun derde studioalbum Moral Panic.
Nothing But Thieves haalde voor het nummer inspiratie uit hiphop en R&B. Zanger Conor Mason was geobsedeerd door de ritmes en melodieën van deze genres. "Ik zal eerlijk zeggen, ik wilde een nummer met grote vocalen en melodie. Een echte meezinger", vertelde hij aan BBC Radio 1-dj Annie Mac.
"Impossible" is een van de toegankelijkere nummers op het album Moral Panic. "De rest van het album is politiek zwaar en behoorlijk intens. Dit nummer is het tegenovergestelde", aldus Mason.
Het nummer werd enkel een bescheiden hit in Nederland; het haalde de 27e positie in de Nederlandse Top 40. In Vlaanderen haalde het nummer de 47e plek van de Ultratop 50. In 2020 kwam de orkestrale versie van het nummer in 2020 hoog binnen in de NPO Radio 2 Top 2000, waar het sinds 2021 jaarlijks in de top 100 terug te vinden is. 

## NPO Radio 2 Top 2000
| Nummer met noteringen in de NPO Radio 2 Top 2000 | '20 | '21 | '22 | '23 | '24 |
| ------------------------------------------------ | --- | --- | --- | --- | --- |
| Impossible (Orchestral Version)                  | 180 | 97  | 77  | 58  | 40  |

1. ↑  Een vetgedrukt getal geeft de hoogste notering aan.
2. ↑  2020 was het eerste jaar met een notering voor dit nummer.